# Японофілія

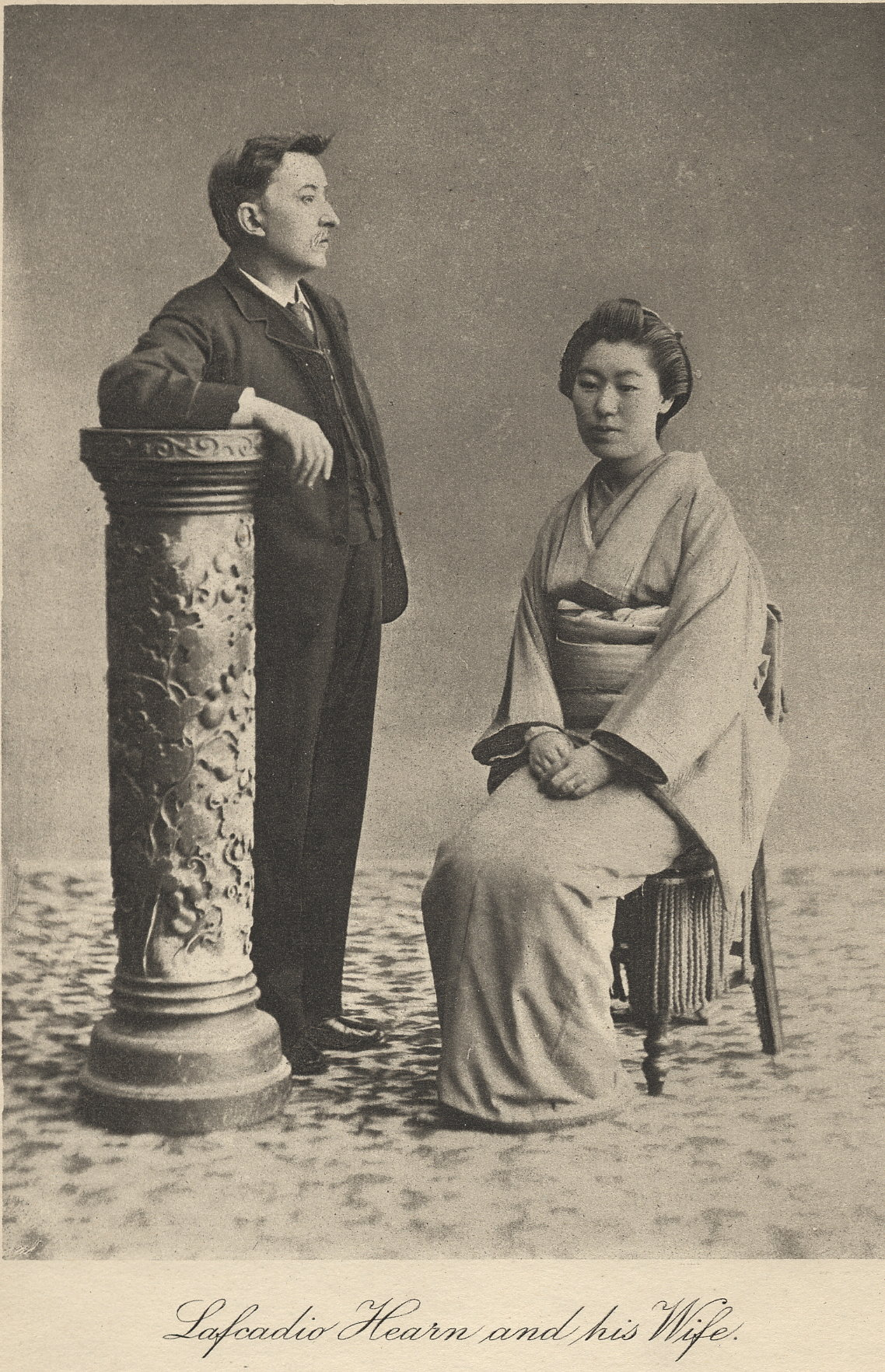
Лафкадіо Гірн, ранній західний японофіл, зі своєю дружиною Сецуко в 1892 році.

Японофілія — це сильний інтерес до японської культури, народу та історії. У японській мові японофілів називають "shinnichi" (яп. 親日), де «shin (яп. 親)» є еквівалентною англійському префіксу «про-», а «nichi (яп. 日)» означає «Японія» (як у слові для Японії — "Nippon/Nihon" (яп. 日本). Термін вперше був використаний ще в 18 столітті, його обсяг використання змінювався з часом. Протилежністю до японофілії є японофобія. Дослідженням Японії займається японознавство.

## Історія
Термін «японофіл» виник наприкінці 18-го та на початку 19-го століть під час японського періоду сакоку, коли контакти з іноземними країнами були суворо обмежені. Карл Петер Тунберг і Філіпп Франц фон Зібольд допомогли розповсюдити японську флору, твори мистецтва та інші об’єкти в Європі, викликавши  інтерес до Японії. Лафкадіо Герна, ірландсько-грецького письменника, який оселився в Японії в 19 столітті, видавництво "Charles E. Tuttle Company" описувало як "переконливого японофіла" у передмовах до кількох його книг. Інші можуть включати до японофілів Жюля Брюне, офіцера французької армії, який брав участь у японській війні Босін.

## XX століття
У першому десятилітті 20 століття кілька британських письменників вихваляли Японію. У 1904 році, наприклад, Беатріс Вебб писала, що Японія є «висхідною зіркою людського самоконтролю та просвітництва», вихваляючи «інноваційний колективізм» японців і «надприродню» цілеспрямованість і відкритість «просвіченої еліти». Герберт Веллс так само назвав еліту своєї «Сучасної утопії» «самураями». Частково таке вихваляння Японії стало наслідком зниження промислової продуктивності Великобританії у той час, як промислова продуктивність Японії та Німеччини порівняно зросла. Німеччина розглядалася як загроза і суперник, а Японія розглядалася як потенційний союзник. Британці вважали результативність розв'язання проблем продуктивності, і після публікації книги Альфреда Стеда 1906 року «Велична Японія: дослідження національної ефективності» британські експерти звернулися до Японії за досвідом. Однак цей інтерес припинився після Першої світової війни.
Генерал Хосе Міллан-Астрай, засновник Іспанського легіону, заявив, що кодекс самурайського воїна Бусідо дуже вплинув на нього. Визначаючи бусідо як «досконалу віру», Міллан-Астрей казав, що «іспанський легіонер також є самураєм і практикує основи бусідо: честь, доблесть, вірність, щедрість і жертовність», і додав, що Іспанія стане велиою державою, так само як і Японія, дотримуючись принципів кодексу. Він також переклав іспанською книгу Інадзо Нітобе «Бусідо: душа Японії» та її пролог.

### XXI століття
На початку 2000-х з’явився принизливий сленг для позначення людей, які одержимі японською масовою культурою. Термін «wapanese» (походить від «білий японець» або, «хочу бути японцем») вперше з’явився в 2002 році як принизливий термін для не японців, особливо білих людей, які одержимі японською культурою, зокрема аніме, манґою, візуальними новелами та ранобе. Термін "віабу" (англ. weeaboo) (часто скорочений до "віб" (англ. weeb)) походить із вебкоміксу The Perry Bible Fellowship, у якому це слово не мало жодного значення, окрім лише чогось неприємного. Адміністратор 4chan додав фільтр на сайті, щоб змінити «wapanese» на "віабу", і користувачі сайту швидко підхопили це слово та застосували його в образливий спосіб замість уже існуючого терміну «wapanese». Терміни «віабу» і «віб», хоча спочатку були принизливими, також піддалися реклеймінгу деякими з тих, кого вони спочатку стосувалися, серед шанувальників японського контенту все частіше використовують іронічне або самопринизливе називання себе.
Кім Морріссі медіакомпанії Crunchyroll написав, що використанню слова отаку (людина зі споживацькими інтересами) серед фанатів аніме може перешкоджати переконання деяких західних людей, що використання цього терміну є культурним присвоєнням і що воно може стосуватися лише японця.
У блозі на сайті Anime News Network Джастін Севакіс стверджував, що існує різниця між віабу та кимось, хто просто цінує японську культуру, зазначивши, що немає нічого поганого в тому, щоб любити японську культуру, але людина стає віабу, коли починає бути огидними, поводитися незріло та необізнано щодо культури, яку вона любить. Метт Джардін з Alaska Dispatch висловив свою думку, що віабу сліпо віддають перевагу речам із Японії, дивлячись на все інше зверхньо, попри очевидні переваги.